# إليفاليه وليامز بليس
إليفاليه وليامز بليس (بالإنجليزية: Eliphalet Williams Bliss)‏ هو شخصية أعمال أمريكي، ولد في 12 أبريل 1836 في Fly Creek, New York ‏ في الولايات المتحدة، وتوفي في 21 يوليو 1903 في بروكلين في الولايات المتحدة.